# Hanna Melnitxenko
Hanna Anatoliivna Melnitxenko (Geòrgia, 24 d'abril de 1983) és una atleta nascuda a Geòrgia nacionalitzada ucraïnesa, especialista en la prova d'heptatló, amb la qual va arribar a ser campiona mundial el 2013.

## Carrera esportiva
Al Mundial de Moscou 2013 va guanyar la medalla d'or en heptatló, per davant de la canadenca Brianne Theisen-Eaton i la neerlandesa Dafne Schippers.